# Peinture minérale
Cet article court présente un sujet plus développé dans : Badigeon et Peinture à la chaux.
Une peinture minérale est une peinture dont le liant principal est d'origine minérale, et non d'origine organique. 
Il existe deux sortes de peintures minérales, celles à base de chaux, et celles à base de silicates.